# 大島襄二
大島 襄二（おおしま じょうじ、1920年2月15日 - 2014年3月11日）は、日本の地理学者（文化地理学）。文学博士。関西学院大学名誉教授、元帝塚山学院大学教授。太平洋学会第三代会長。
地理学者として学術探検にも赴き、島嶼地理学、文化人類学者としても有名である。愛知県名古屋市生まれ。

## 略歴
- 福岡師範学校附属小学校、旧制福岡県立中学修猷館、第五高等学校卒業（1941年まで）。
- 1937年 - 福岡メソジスト教会で受洗。
- 1943年 - 旧制京都帝国大学文学部地理学専攻卒業。同大学大学院入学。
- 1943年 - 旧制同志社女学校で教鞭を執る（1944年まで）。
- 1944年 - 大学院在学中応召、舞鶴海兵団にて脊椎カリエスを発症し、福岡に帰省、後近江サナトリウムに入院、養生。

以降快方に向かい、近江兄弟社中学校・高等学校、同志社高等学校で教鞭を執る（1953年まで）。
- 1953年 - 関西学院大学文学部教授（1988年定年まで）
- 1988年 - 帝塚山学院大学教授（1991年まで）

## 学会など
- 太平洋学会第三代会長
- ニュージーランド学会初代会長
- 国立民族学博物館運営協議員（1982年）
- NHK教育テレビに出演。太平洋の島々と日本（放送日：2003年5月20日）
- 日本オセアニア交流協会役員
- NPO汎太平洋上級教育推進機構理事長

## その他
- 同志社高等学校山岳部部長
- 関西学院大学山岳部部長
- 作詞、作曲（サナトリウム、同志社女学校、同志社高校、帝塚山学院大学に関連）を残す。

## 著書・論文
- 『幻のケン・エイ族』（毎日新聞社、1968年）
- 『水産養殖業の地理学的研究』（東京大学出版会、1972年）
- 『文化地理学序説』（理想社、1976年）
- 『森と海の文化』（地人書房、1980年）
- 『文化地理学序説』（理想社、1962年）
- 『魚と人と海―漁撈文化を考える』（日本放送出版協会、1977年）
- 『トレス海峡の人々―その地理学的・民族学的研究』（古今書院、1983年）
- 『文化地理学』（古今書院、1989年）浮田典良、佐々木高明共著
- 『海を語る』（海青社、1988年）
- 『大阪府漁業史』（大阪府漁業史編さん協議会、1997年）共著
- 『熱い心の島 : サンゴ礁の風土誌』（古今書院、1992年）共著
- 『パラワン島の原住民と自然』（関西学院大学、1968年）関西学院大学パラワン島学術探検隊
- 『パラワン島南部の山地民』（関西学院大学、1969年）関西学院大学パラワン島学術探検隊
- 『五年後の霧』（編集工房ノア、2008年）